# Saint-Jean-de-Bonneval
Saint-Jean-de-Bonneval è un comune francese di 394 abitanti situato nel dipartimento dell'Aube nella regione del Grand Est.

## Società

### Evoluzione demografica
Abitanti censiti